# Ньюбургский заговор

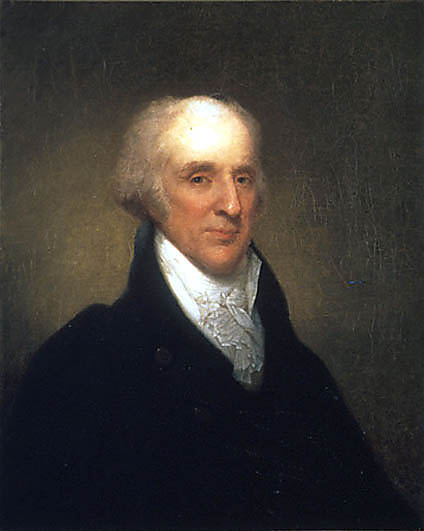
Джон Армстронг, автор «Ньюбургских писем»

Ньюбургский заговор (англ. Newburgh conspiracy) был попыткой восстания Континентальной армии США в военном лагере в Ньюбурге, в штате Нью-Йорк. В конце войны за независимость США среди военных, вполне возможно, с подачи политических деятелей Конгресса Конфедерации, были распространены два анонимных письма, вошедшие в историю как «Ньюбургские письма» (англ. Newburgh Letters).
Первое письмо, «Обращение к офицерам» (англ. An Address to the Officers), появилось в лагере 10 марта 1783 года и призывало армию, недовольную задержкой зарплаты и отсутствием финансирования обещанных пенсий, созвать собрание, чтобы обсудить жалобы в адрес Конгресса и сформировать план действий для решения данных проблем. Генерал Джордж Вашингтон остановил любые разговоры о военном восстании. В своем выступлении 15 марта он убедил офицерский состав в превосходстве Конгресса, тем самым восстановив дисциплину в армии. Вскоре после этого в лагере было распространено второе письмо, в котором утверждалось, что Вашингтон своими действиями, якобы, поддержал «Обращение к офицерам». Впоследствии Конгресс пошёл на неодобренный ранее компромисс: выплаты части задолженности солдатам и предоставление полного пятилетнего жалования вместо пожизненной частичной пенсии.
Общепризнанно, что оба письма были написаны майором Джоном Армстронгом, помощником генерала Горацио Гейтса, хотя авторство текста и изложенных идей до сих пор является предметом споров. Сам Армстронг в дальнейшем признал свою роль в Ньюбургском заговоре, в то же время никаких официальных действий в отношении него в связи с анонимными письмами не предпринималось.
До сих пор не до конца понятно, что на самом деле хотели автор (или авторы) «Ньюбургских писем». Некоторые учёные настаивают на версии о перевороте с целью установления военной диктатуры (существует даже не поддерживаемое большинством историков особо экзотическое предположение, что заговорщики рассматривали возможность реставрации монархии). В то же время другие историки всячески оспаривают эту точку зрения. Точно так же непонятна мотивация представителей Конгресса, уличённых в связях с офицерами, причастных к данным событиям.